# 2024년 하계 올림픽 수영 남자 400m 자유형
2024년 하계 올림픽 수영 남자 자유형 400m는 2024년 7월 27일 프랑스 파리 파리 라데팡스 아레나 경기장에서 열렸다. 독일의 루카스 메르텐스가 3분 41초78을 기록하며 금메달을 획득했다.

## 예선
2024년 하계 올림픽 수영 종목에는 총 852명의 선수가 출전한다. 각 국가 (NOC)당 최대 26명 출전이 가능하며 한 종목당 2명 출전이 가능하다. 각 종목별로 올림픽 기준기록(OQT)와 올림픽 제안기록(OCT)가 있으며 OQT를 달성하는 선수는 국가별 출전 수를 넘지 않는 경우 자동 진출한다. 기준기록의 경우 2023년 3월 1일부터 2024년 6월 23일 사이 세계 수영 연맹(FINA)가 공인한 대회에서 달성한 기록만 인정된다. OQT를 달성한 선수가 없고 OCT를 달성하지 못했거나 달성했지만 FINA에 초청한 선수가 없는 국가(NOC)의 경우 보편성 쿼터제를 통해 남녀 각각 1종목씩 출전이 가능하다. 이때 해당 선수는 2023년과 2024년 세계 수영 선수권 대회 중 1번 이상 출전을 했어야 한다. OQT를 달성한 선수와 보편성 쿼터제를 통해 출전한 선수가 총 852명이 넘지 않는다면 이후 OCT를 달성한 후 초청한 선수들 중 가장 기록이 좋은 순으로 출전권을 부여한다.
자유형 400m의 OQT기록은 3분 46초78, OCT기록은 3분 47초91이다. OQT기록을 달성해서 출전한 선수는 23명이며 보편성 쿼터제로 출전한 선수는 13명 OCT기록을 달성해서 출전한 선수는 1명이다.

## 경기 방식
경기는 예선, 결선 총 두 라운드로 구성된다. 예선 랭킹에서 8위 이내에 오른 선수는 결선에 진출한다. 경기 중에 동일한 기록이 발생한다면 해당 선수들만 모여 다시 경기를 펼치는 스윔오프 (swim-off) 경기가 진행된다.

## 기록
이번 대회 이전의 세계기록과 올림픽 기록은 다음과 같다.
| 유형 | 선수              | 기록    | 장소          | 날짜            |
| ---- | ----------------- | ------- | ------------- | --------------- |
|      | 파울 비더만 (GER) | 3:40.07 | 이탈리아 로마 | 2009년 7월 26일 |
|      | 쑨양 (CHN)        | 3:40.14 | 영국 런던     | 2012년 7월 28일 |

## 일정
모든 시간은 중앙유럽 일광 절약 시간대 (UTC+2) 기준이다.
| 날짜                   | 시작  | 진행순서 |
| ---------------------- | ----- | -------- |
| 2024년 7월 27일 토요일 | 10:00 | 예선     |
| 2024년 7월 27일 토요일 | 20:42 | 결선     |

## 결과

### 예선
| 순위 | 조 | 레인 | 선수                  | 국가                  | 시간    | 비고 |
| ---- | -- | ---- | --------------------- | --------------------- | ------- | ---- |
| 1    | 5  | 4    | 루카스 메르텐스       | 독일                  | 3:44.13 | Q    |
| 2    | 4  | 3    | 길레르메 코스타       | 브라질                | 3:44.23 | Q    |
| 3    | 3  | 3    | 페이 리웨이           | 중화인민공화국        | 3:44.60 | Q    |
| 4    | 5  | 5    | 일라이자 위닝턴       | 오스트레일리아        | 3:44.87 | Q    |
| 5    | 4  | 4    | 사무엘 쇼트           | 오스트레일리아        | 3:44.88 | Q    |
| 6    | 4  | 1    | 아론 섀클             | 미국                  | 3:45.45 | Q    |
| 7    | 4  | 5    | 김우민                | 대한민국              | 3:45.52 | Q    |
| 8    | 5  | 3    | 올리버 클레메트       | 독일                  | 3:45.75 | Q    |
| 9    | 3  | 5    | 아흐메드 자우아디     | 튀니지                | 3:46.19 |      |
| 10   | 4  | 7    | 다니스 랩시스         | 리투아니아            | 3:46.27 |      |
| 11   | 4  | 8    | 카이런 스미스         | 미국                  | 3:46.47 |      |
| 12   | 5  | 1    | 장잔슈오              | 중화인민공화국        | 3:46.76 |      |
| 12   | 4  | 2    | 루카스 앙보           | 벨기에                | 3:46.76 |      |
| 14   | 3  | 8    | 잘란 샤르카니         | 헝가리                | 3:47.33 | PB   |
| 15   | 3  | 7    | 다비드 오브리         | 프랑스                | 3:47.53 |      |
| 16   | 5  | 8    | 키어런 버드           | 영국                  | 3:47.54 |      |
| 17   | 5  | 7    | 마르코 드 툴리오      | 이탈리아              | 3:47.90 |      |
| 18   | 3  | 4    | 빅토르 요한손         | 스웨덴                | 3:47.98 |      |
| 19   | 3  | 1    | 알폰소 메스트레       | 베네수엘라            | 3:48.20 |      |
| 20   | 3  | 6    | 마테오 람베르티       | 이탈리아              | 3:48.38 |      |
| 21   | 5  | 2    | 페타르 미친           | 불가리아              | 3:49.30 |      |
| 22   | 2  | 5    | 크레고르 저크         | 에스토니아            | 3:49.59 |      |
| 23   | 4  | 6    | 안토니오 자코비치     | 스위스                | 3:49.77 |      |
| 24   | 5  | 6    | 펠릭스 아우뵈크       | 오스트리아            | 3:50.50 |      |
| 25   | 2  | 7    | 에두아르도 시스테나스 | 칠레                  | 3:51.29 | NR   |
| 26   | 2  | 3    | 일리야 시브리체프     | 우즈베키스탄          | 3:51.52 |      |
| 27   | 2  | 4    | 호예 연 키우          | 말레이시아            | 3:51.66 |      |
| 28   | 3  | 2    | 에두아르두 모라에스   | 브라질                | 3:51.74 |      |
| 29   | 2  | 2    | 호아킨 바르가스       | 페루                  | 3:54.59 |      |
| 30   | 2  | 6    | 요반 레키치           | 보스니아 헤르체고비나 | 3:57.90 |      |
| 31   | 2  | 8    | 파벨 알로바트키       | 몰도바                | 3:59.77 |      |
| 32   | 2  | 1    | 로리스 비앙키         | 산마리노              | 4:01.13 |      |
| 33   | 1  | 5    | 알리아스 엘 팔라키    | 모로코                | 4:01.59 |      |
| 34   | 1  | 3    | 레이쿤 노엘           | 가이아나              | 4:02.29 | NR   |
| 35   | 1  | 6    | 알베르토 베가         | 코스타리카            | 4:03.14 |      |
| 36   | 1  | 2    | 리드완 모하메드       | 케냐                  | 4:05.14 |      |
| 37   | 1  | 4    | 니콜라 구레타노비크   | 북마케도니아          | 4:05.38 |      |

### 결선
| 순위 | 레인 | 선수            | 국가           | 시간    | 비고 |
| ---- | ---- | --------------- | -------------- | ------- | ---- |
| 1    | 4    | 루카스 메르텐스 | 독일           | 3:41.78 |      |
| 2    | 6    | 일라이자 위닝턴 | 오스트레일리아 | 3:42.21 |      |
| 3    | 1    | 김우민          | 대한민국       | 3:42.50 |      |
| 4    | 2    | 사무엘 쇼트     | 오스트레일리아 | 3:42.64 |      |
| 5    | 5    | 길레르메 코스타 | 브라질         | 3:42.76 | AM   |
| 6    | 3    | 페이 리웨이     | 중화인민공화국 | 3:44.24 |      |
| 7    | 8    | 올리버 클레메트 | 독일           | 3:46.59 |      |
| 8    | 7    | 아론 섀클       | 미국           | 3:47.00 |      |

## 메달리스트
| 종목             | 금                     | 은                               | 동                |
| ---------------- | ---------------------- | -------------------------------- | ----------------- |
| 남자 자유형 400m | 루카스 메르텐스 · 독일 | 일라이자 위닝턴 · 오스트레일리아 | 김우민 · 대한민국 |